# Бош, Эммануэль Альфонс ван ден
Эммануэль Альфонс ван ден Бош (нидерл. Emmanuel Alfonso van den Bosch  OFMCap ; 18 июня 1854, Бельгия — 15 октября 1921, Агра, Британская Индия) — католический прелат, ординарий епархии Лахора и архиепархии Агры, член монашеского ордена капуцинов.

## Биография
Эммануэль Альфонс ван ден Бош родился 18 июня 1954 года в Бельгии. После получения среднего образования вступил во францисканский монастырь капуцинов. В 1879 году был рукоположён в священника.
21 ноября 1890 года Римский папа Лев XIII назначил Эммануэля Альфонса ван ден Боша ординарием епархии Лахора.
2 января 1891 года Эммануэль Альфонс ван ден Бош был рукоположён в епископа.
2 мая 1892 года Эммануэль Альфонс ван ден Бош был назначен ординарием архиепархии Агры.
5 мая 1897 года Эммануэль Альфонс ван ден Бош ушёл в отставку и был назначен Римским папой Львом XIII титулярным архиепископом Пария.
Умер 15 октября 1921 года.

## Источник
- Annuario Pontificio, Ватикан, 1921
- Hierarchia Catholica Medii et Recentioris Aevi, Volume 8, стр. 82, 330, 441